# Kanzel St. Peter und Paul (Beuerberg)

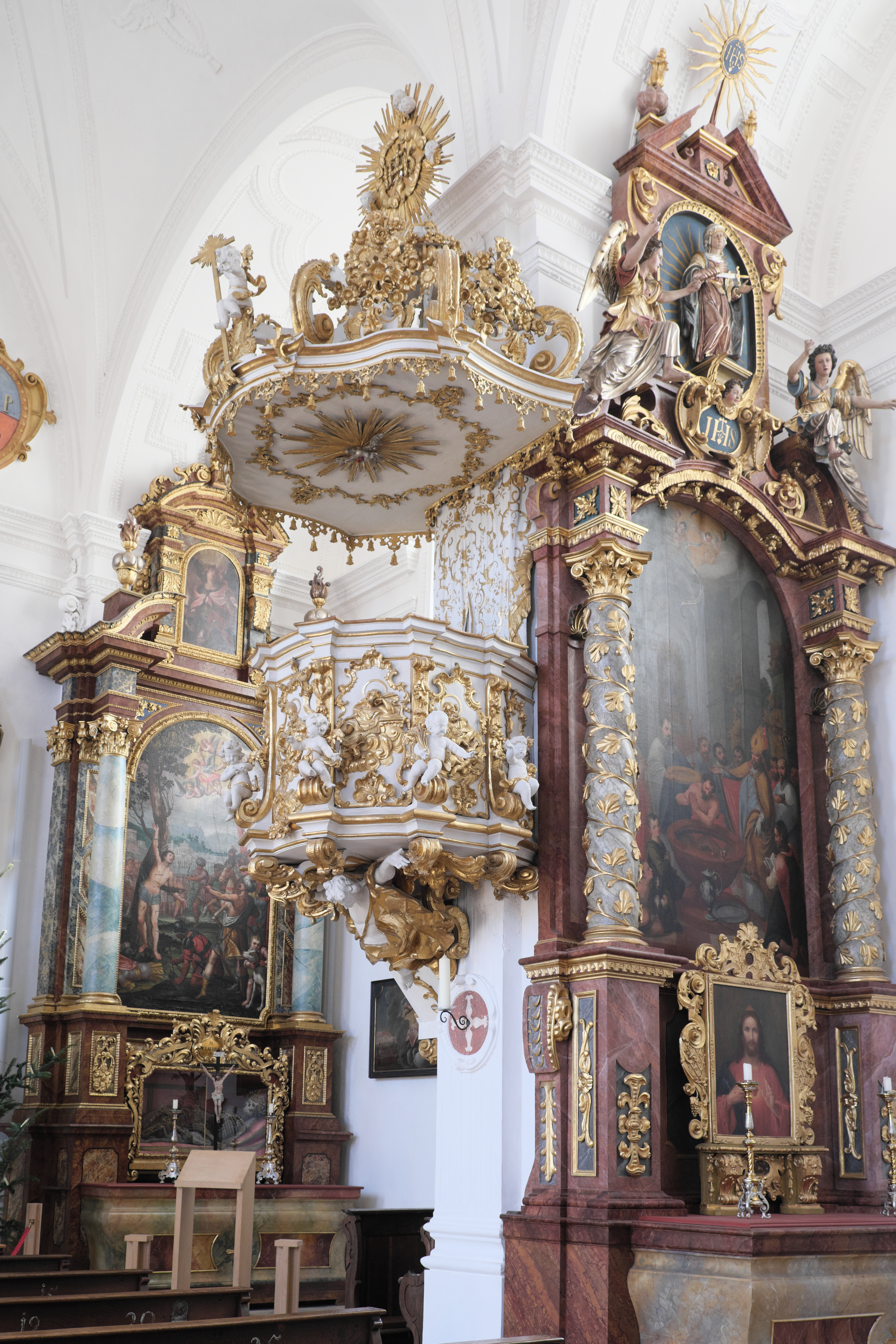
Kanzel der Kirche St. Peter und Paul in Beuerberg

Die Kanzel in der katholischen Pfarrkirche und ehemaligen Klosterkirche St. Peter und Paul in Beuerberg, einem Gemeindeteil von Eurasburg im oberbayerischen Landkreis Bad Tölz-Wolfratshausen, wurde 1782 von Johann Georg Miller geschaffen. Die Kanzel ist ein Teil der als Baudenkmal geschützten Kirchenausstattung.
Die hölzerne Kanzel im Stil des Rokoko besitzt Schnitzereien aus der Tölzer Werkstatt Fröhlich. 
Am Kanzelkorb sind zwischen Putten Reliefs der Evangelisten und des heiligen Ambrosius angebracht.  
Auf dem geschwungenen Schalldeckel ist das Christusmonogramm und an der Unterseite die Heiliggeisttaube zu sehen.